# Валдифрина (Порденоне)
Валдифрина је насеље у Италији у округу Порденоне, региону Фурланија-Јулијска крајина.
Према процени из 2011. у насељу је живело 9 становника. Насеље се налази на надморској висини од 540 м.